# Polygonanthus punctulatus
Polygonanthus punctulatus är en tvåhjärtbladig växtart som beskrevs av João Geraldo Kuhlmann. Polygonanthus punctulatus ingår i släktet Polygonanthus och familjen Anisophylleaceae. Inga underarter finns listade i Catalogue of Life.